# Papangu
Papangu é uma banda brasileira de rock progressivo e MPB formada em 2012, em João Pessoa.
O grupo possui um estilo eclético, com forte influência da música e cultura do Nordeste brasileiro, mesclando gêneros regionais, como o forró e maracatu, com jazz fusion, black metal e stoner rock.
O nome da banda faz referência ao Papangu, personagem do Carnaval de Bezerros, festa tradicional da cidade de Bezerros, no estado brasileiro de Pernambuco.
Atualmente, a formação conta com Marco Mayer (voz e baixo), Hector Ruslan (voz e guitarra), Raí Accioly (voz e guitarra), Pedro Francisco (guitarra, teclado, voz, flauta e percussão), Rodolfo Salgueiro (voz e teclado) e Vitor Alves (bateria).

## História
Em sua primeira formação, a banda era composta por Marco Mayer, Hector Ruslan e Nichollas Jaques.
Em 2021, a banda lançou o disco Holoceno, álbum de estreia que foi selecionado para a lista de 50 melhores álbuns brasileiros de 2021 pela Associação Paulista de Críticos de Arte. O disco também foi selecionado em listas de revistas e sites especializados de melhores discos do ano no Brasil e no exterior, incluindo Treble Magazine, Música Instantânea, Hits Perdidos e Minuto Indie
O segundo disco do grupo, um álbum conceitual intitulado Lampião Rei, foi lançado em setembro de 2024 pelo selo britânico Repose Records.
Em outubro de 2024, o grupo fez parte do lineup do festival internacional de heavy metal Knotfest Brasil, no Allianz Parque.
Em janeiro de 2025, Lampião Rei é lançado pela primeira vez no Brasil pelo selo paraibano Taioba Discos.
Em março de 2025, a banda anunciou que fará sua primeira turnê internacional em agosto de 2025, com shows no Reino Unido e Europa, incluindo performances nos festivais ArcTanGent (Inglaterra) e Complexity Fest (Holanda).

## Integrantes

### Formação atual
- Marco Mayer - voz e baixo (2012–atualmente)
- Hector Ruslan - voz e guitarra (2012–atualmente)
- Raí Accioly - voz e guitarra (2013–atualmente)
- Pedro Francisco - voz, guitarra, teclado, flauta, percussão, baixo (2022–atualmente)
- Rodolfo Salgueiro - voz e teclados (2022–atualmente)
- Vitor Alves - bateria e percussão (2022–atualmente)

### Ex-integrantes
- Nichollas Jaques - bateria (2012–2022)

## Discografia

### EP
- 2022 - Água Branca

### Álbuns
- 2021 - Holoceno [18]
- 2024 - Lampião Rei